# Maryluz Schloeter Paredes
Maryluz (Maria Luz) Schloeter Paredes (Merida, Venezuela, 5 de agosto de 1932- Málaga, España, 29 de diciembre de 2023), trabajó por muchos años con refugiados en su Venezuela nativa, y más tarde en varios departamentos del UNHCR. Es la ganadora 1980 del Premio Nansen. El premio es dado anualmente  desde 1954 por el UNHCR, en reconocimiento  por el excelente trabajo en nombre de los refugiados. Ella recibió el premio por su función como directora  general en la  rama de Venezuela del Servicio Social Internacional, una asociación  que asiste a miles de refugiados de países europeos y latinoamericanos. 
Maryluz Schloeter Paredes trabajó como directora general de la rama de Venezuela del Servicio Social Internacional, una asociación benéfica que asiste a miles de refugiados de países europeos y latinoamericanos. Su trabajo con niños refugiados en el Centro Comunitario Catia, en Caracas, le dio su nominación al Premio Nansen. 

## Educación
Schloeter  estudió en la Universidad Central de Venezuela,  Venezuela de 1952 a 1956. Continuó sus estudios en la Universidad de Wisconsin en los Estados Unidos de 1956-1957, obtuvo la maestría en Ciencia en Sociología y Antropología,  en la Universidad de Madrid, España, de 1957-1958.
Más tarde obtuvo una maestría de Ciencia en Salud Pública, en la Universidad Central en 1971.

## Trabajo
- Subdirector, División de Relaciones Externas, Naciones Unidas Comisario Alto para Refugiados, Centro William Rappard, Geneva, Suiza 1990 -
- Cabeza de Sub-Oficina, Naciones Unidas Comisario Alto para Refugiados, Karachi, Pakistán, 1988-1990.
- Asesora Especial de Mujeres Refugiadas  a Diputado Comisario Alto UNCRH, 1988,
- Cabeza, Sección de Servicios Sociales, División de Asistencia, 1984-1987, Naciones Unidas Comisario Alto para Refugiados, Geneva.
- Directora  General , venezolana, Servicio Social Internacional, 1974-1984.
- Profesora, Fey de Ciencias Sociales y Económicas, Universidad Centrales de Venezuela, 1974-1984.
- Cabeza de División Urbana, División de Asuntos Sociales, Ministerio de Salud y Asistencia Social, Venezuela, 1970-1974.
- Agente sénior, Fundasocial, Caracas, Venezuela, 1970.